# Domegliara
Domegliara is een plaats (frazione) in de Italiaanse gemeente Sant'Ambrogio di Valpolicella.